# Rodičovská dovolená
Rodičovská dovolená slouží v Česku k prohloubení péče o dítě. Zaměstnavatel je povinen ji na žádost zaměstnance poskytnout matce dítěte hned po skončení mateřské dovolené nebo otci dítěte hned po narození dítěte. Její rozsah je určen požadavkem zaměstnance, povinnosti zaměstnavatele k němu však končí, jakmile dítě dosáhne věku tří let. Během trvání rodičovské dovolené může rodič, který ji čerpá, pobírat rodičovský příspěvek. Ten lze rozložit až na čtyři roky.

## Historie
Vznik rodičovské dovolené je v ČR pevně spojen s mateřskou dovolenou, kterou zde mohou ženy čerpat od roku 1950. Tehdy dosahovala délky 18 týdnů a až strach o nízkou porodnost přinesl její další prodloužení. Nastalo v roce 1964, kdy se délka mateřské dovolené zvedla na 22 týdnů a v roce 1968 na 26 týdnů. Pokud žena porodila vícerčata nebo byla svobodnou matkou, dovolená se jí prodloužila dokonce na 35 týdnů. V té době byla také zavedena tzv. další mateřská dovolená do 1 roku stáří dítěte, v roce 1970 do 2 let a v roce 1980 do 3 let stáří dítěte. 
Z další mateřské dovolené se po roce 2000 stala rodičovská dovolená. Dávky spojené s mateřskou a rodičovskou dovolenou byly nejprve přiznávány jen ženám. Od poloviny 80. let je však výjimečně získali i osamělí muži, např. vdovci. V roce 1987 dostal výjimky také Radek John, který byl ženatý se Zlatou Adamovskou.
K zrovnoprávnění došlo však teprve 1. října 1990, ale až 1. ledna 2001, kdy byla přijata novela Zákoníku práce, která se týkala rodičovské dovolené, měl zaměstnavatel povinnost muže uvolnit na rodičovskou dovolenou. 
Oproti jiným zemím patří Česká republika v délce a dávkách k těm štědřejším. USA zpravidla neposkytují finanční náhradu za péči o dítě, ačkoliv některé země federace alespoň částečně upravily kompenzaci výdělku. Přesto se tam může žena pojistit a pobírat 100% náhradu platu po dobu 6 týdnů. Oficiální délka mateřské dovolené je 12 týdnů. 
Anglosaský model spoléhá na to, že se rodina zaopatří vlastními silami. Stát přispívá pouze sociálně slabším. 
Francie má velmi propracovanou síť jeslí, školek a dalších pečovatelských center. Rodič tam má na výběr, jestli se starat o dítě sám, nebo starost přenechat soukromé či státní instituci. Mateřská dovolená má u prvního a druhého dítěte délku 16 týdnů, u třetího a dalšího až 26 týdnů. Příspěvek v mateřství se rovná průměrné čisté denní mzdě. Rodičovská dovolená může trvat až do 3 let dítěte, rodičovská příspěvek však jen po dobu 6 měsíců. 
Rakousko má 16 týdnů dlouhou mateřskou dovolenou se 100% náhradou platu. Rodičovská dovolená může být poté čerpána až do 2 let dítěte, minimálně však 3 měsíce. Pokud se do péče zapojí oba rodiče, mohou využít i bonusové týdny dovolené. 
V Německu je Elterngeld („rodičovský příspěvek) vyplácen 14 měsíců, ale jeden rodič jej může pobírat minimálně 2 a maximálně 12 měsíců. Zbytek je proplacen jen tehdy, když se rodiče prohodí. Podobný model funguje i ve Švédsku. Ve Finsku má rodičovská dovolená délku 26 týdnů s 80% náhradou mzdy a může jí čerpat kterýkoliv z rodičů. 
S poskytnutými až 156 týdny rodičovské dovolené sice není Česká republika unikát, ale stále existují země (především rozvojové země v Africe a Asii, popřípadě Švýcarsko), kde se absence v práci po skončení mateřské dovolené netoleruje.

## Charakteristika
Rodičovskou dovolenou poskytuje rodičům zaměstnavatel a rodičovský příspěvek jsou dávky od státu, které slouží jako náhrada příjmu během čerpání rodičovské dovolené. Nárok na rodičovskou dovolenou mají nejen ženy, ale také muži. Ženy po skončení mateřské dovolené (28 týdnů nebo 37 v případě narození vícerčat), muži po narození dítěte. Jedinou podmínkou je, aby rodič po celý kalendářní měsíc celodenně a řádně pečoval o nejmladší dítě, na které rodičovský příspěvek pobírá. Celodenní péče je splněna i za podmínek, že rodič pracuje a péči o dítě přenechá jiné zletilé osobě. Pokud nemá rodič nárok na peněžitou pomoc v mateřství, má nárok na rodičovský příspěvek ihned po narození dítěte. Rodičovská dovolená trvá do věku tří let dítěte, ale rodičovský příspěvek lze rozložit až na 4 roky. 
Od roku 2018 platí, že:
- Příspěvek na rodičovskou dovolenou činí 220 tisíc Kč, v případě dvojčat nebo vícerčat 330 tisíc Kč.
- Příspěvek může rodič vybrat maximálně do věku 4 let dítěte, nejrychleji však do věku 2 let. Dle zvolené varianty se liší výše měsíční dávky a průběh vyplácení.
- Dávky se vyřizují s pomocí státní sociální podpory spadajících pod úřady práce.

## Zaměstnání a rodičovská dovolená
Ochrana zaměstnance a rodiče na trhu práce je spojena s rodičovskou dovolenou pouze do věku 3 let dítěte. Po tuto dobu má rodič speciální ochranu na trhu práce. 
Povinnosti zaměstnavatele po tuto dobu: 
- Pokud se rodič vrací do práce ihned po mateřské dovolené, musí mu zaměstnavatel držet původní pozici.
- Pokud se vrátí otec po rodičovské dovolené, kterou čerpal maximálně v rozsahu mateřské dovolené, má také nárok na původní pozici.[5]
- Pokud se rodič vrací do práce před dosažením dvou let věku dítěte, má garantovaný návrat na původní pracovní pozici a stejné pracoviště.
- Pokud se rodič vrací z rodičovské dovolené po 2 až 3 letech, má nárok pouze na pozici, která odpovídá jeho náplni práce ve smlouvě.
- Pokud se rodič vrací do práce až po čtyřech letech, zaměstnavatel není povinen mu držet místo.
- Pokud doba rodičovské dovolené plynule přechází v novou mateřskou dovolenou, zaměstnavatel musí místo ještě na další tři roky podržet.

Pozor, tyto povinnosti platí pouze tehdy, má-li rodič se zaměstnavatelem uzavřenou smlouvu na dobu neurčitou. V opačném případě, smlouva na dobu určitou, platí ochranná lhůta jen po dobu platnosti této smlouvy. Zaměstnavatel není povinen smlouvu na dobu určitou prodloužit. 
Na rodičovské dovolené smí rodič pracovat, přičemž se může vrátit na původní pozici a k původnímu zaměstnavateli nebo může nastoupit do nové práce, najít si brigádu nebo začít podnikat. Jediná podmínka je, že musí být zajištěn dostatečný dohled nad dítětem a děti do dvou let nesmí být v mateřské školce nebo jeslích déle než 46 hodin měsíčně. Do věku 3 let dítěte může také rodič kdykoliv práci znovu přerušit a vrátit se na rodičovskou dovolenou.
Od 1.6.2025 může nově rodič na rodičovské dovolené vykonávat stejnou práci u svého zaměstnavatele na základě dohody o pracovní činnosti nebo dohody o provedení práce, což dříve nebylo možné.